# Heterixalus alboguttatus
A Heterixalus alboguttatus  a kétéltűek (Amphibia) osztályába, a békák (Anura) rendjébe és a mászóbékafélék (Hyperoliidae) családjába tartozó faj.

## Előfordulása
Madagaszkár délkeleti részén honos. A természetes élőhelyei szavannák, mezőgazdasági területek, gyepek és rizsföldek.

## Külső hivatkozás
- Képek az interneten a fajról